# Jean-Pierre Freillon-Poncein
Jean-Pierre Freillon-Poncein (* um 1655; † um 1720 in Frankreich) war ein französischer Komponist und Oboist des Barock.

## Leben und Wirken
Freillon-Poncein war zuerst Hofmusiker in den Diensten des Dauphin, später unter König Ludwig XIV. war er Vorsteher der Musikkapelle der Grande Écurie du Roy.
Er blieb vor allem bekannt durch die Veröffentlichung eines 1700 in Paris (2. Auflage 1792) erschienenen Lehrbuches unter dem Titel „La véritable manière d’apprendre à jouer en perfection du haut-bois, de la flûte et du flageolet, avec les principes de la musique pour la voix et pour toutes sortes d’instrumens“. Diese Abhandlung ist vor allem als eines der ersten Lehrwerke für die Oboe von Bedeutung. Es dient als wichtige Quelle für die zeitgenössische Artikulation, Phrasierung und Verzierung bei Blasinstrumenten. Für das französische Flageolett ist es eine wichtige Quelle für den historischen Fingersatz, der von etwa 1700 bis zum Ende des 19. Jahrhunderts nur geringen Veränderungen unterlag.

## Werke (Auswahl)
- „Les Bruits de Guerre – L’Embarras de Paris“
- Eine Faksimileauflage des Lehrbuches erschien 1974 in der Édition Minkoff.
- Eine englische Übersetzung mit Einleitung der Autorin Catherine Parsons Smith, Indiana University Press, 1992. ISBN 0-253-28881-9